# Streptospondylus
Streptospondylus altdorfensis is een vleesetende theropode dinosauriër behorend tot de groep van de Tetanurae die tijdens het middelste Jura leefde in het gebied van het huidige Frankrijk.

## Vondst en naamgeving
Streptospondylus is een van de eerste dinosauriërs die in een wetenschappelijke verzameling werden opgenomen. Vanaf ongeveer 1770 begon Charles Bacheley — in latere geschriften vaak aangeduid als de "abbé Bachelet", een natuurvorser die in Rouen woonde, fossielen op te graven en aan te kopen die op verschillende locaties in Normandië gevonden waren. Enkele daarvan betroffen reeksen wervels die vermoedelijk aangetroffen waren bij Honfleur. In 1776 werd over dergelijke fossielen gepubliceerd door abbé Jean-François Dicquemare die werkte in Le Havre en deze interpreteerde als de overblijfselen van dolfijnen en bruinvissen. Na de dood van Bacheley werd diens verzameling overgenomen door professor C. Guersent, natuurhistoricus te Rouen. In 1799 werd zij op bevel van de prefect van Seine-Inférieure, graaf Jacques Claude Beugnot, overgebracht naar het Muséum national d'histoire naturelle in Parijs. In 1800 werd erover bericht door Georges Cuvier. Cuvier beschikte toen ook over het materiaal van Dicquemare dat hij met dat van Bachelet combineerde. 
In 1808 werden de wervels door hem  beschreven wat Streptospondylus tot de eerste beschreven dinosauriër maakt. Cuvier had echter niet het besef dat het om een dinosauriër ging. Dat begrip zou pas in 1842 door Richard Owen bedacht worden. Cuvier interpreteerde de vondsten als die van krokodillen en voegde ze samen met die van verschillende echte krokodilachtigen uit de Teleosauridae en de Metriorhynchidae. Pas in 1822 werd het hem door het werk van de Engelse geoloog Henry De la Beche duidelijk dat daarbij ook nog eens fossielen uit heel andere tijdperken waren gecombineerd. Voorzichtigheidshalve had Cuvier aan het verwarrende materiaal maar geen naam gegeven. Wel nam hij in 1824 aan dat het minstens twee soorten vertegenwoordigde. In 1825 benoemde Étienne Geoffroy Saint-Hilaire de duidelijkste fossielen, twee schedels van krokodilachtigen, als het geslacht Steneosaurus waarbinnen de soorten van Cuvier hun plaats vonden: Steneosaurus rostromajor (specimen MNHN 8900) had een lange snuit en S. rostrominor (MNHN 8902) een korte.
In 1832 echter splitste Christian Erich Hermann von Meyer het materiaal. Steneosaurus rostrominor hernoemde hij tot Metriorhynchus geoffroyii en Steneosaurus rostromajor tot Streptospondylus altdorfensis. Aan die laatste soort wees hij de theropode wervels toe, die door de Franse onderzoekers buiten het geheel waren gehouden. De geslachtsnaam is afgeleid van het Klassiek Griekse streptos, "omgekeerd", en spondylos, "spoel" of "wervel". De theropode wervels namelijk waren, anders dan die van krokodillen, opisthocoel: bol van voren en hol van achteren. De soortaanduiding verwijst naar Altdorf waar ook materiaal van Teleosauridae was aangetroffen dat nu mede verwezen werd. Streptospondylus werd daarmee de eerste theropode met een binominale naam.

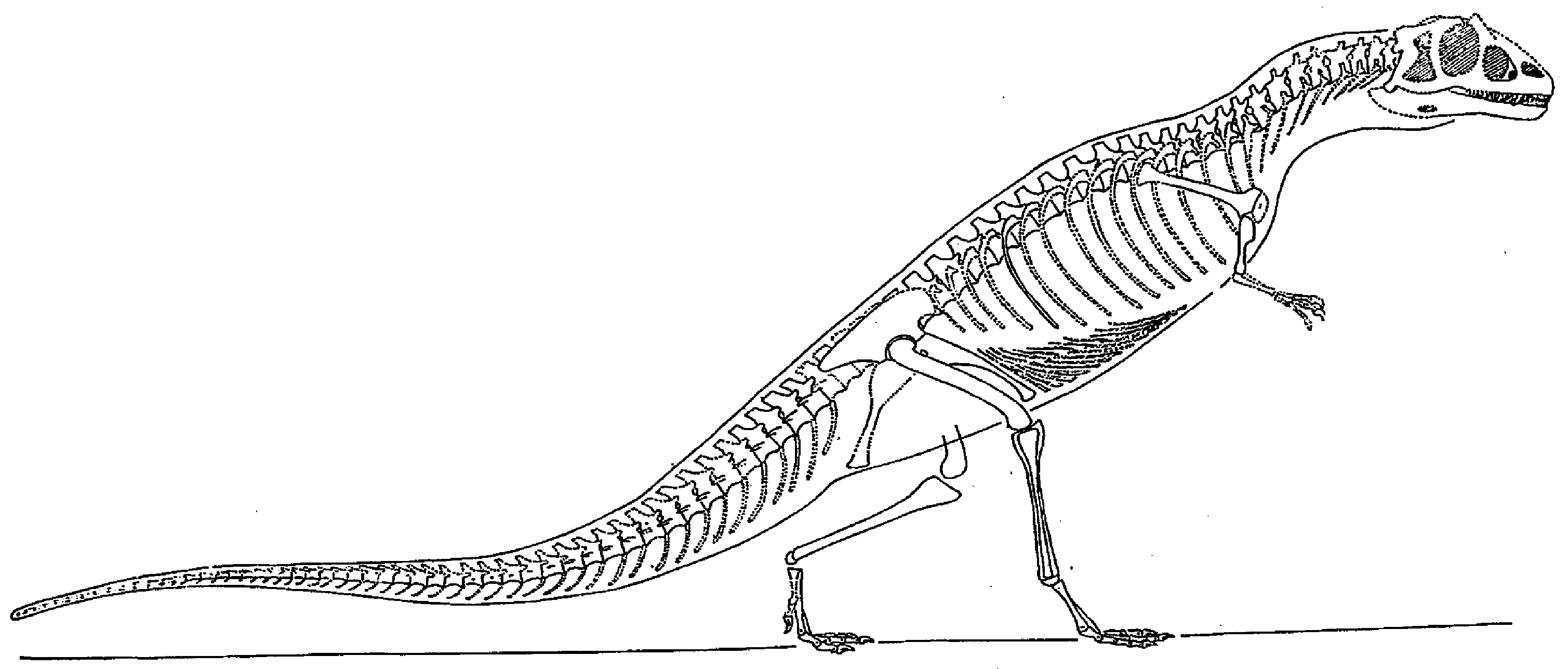
Een verouderde illustratie uit von Huene (1923) die OUM J13558 afbeeldt; in werkelijkheid sleepte de staart niet over de grond. Het specimen werd later het aparte geslacht Eustreptospondylus

In 1842 wees Richard Owen erop dat von Meyer de oorspronkelijke soortaanduiding niet had mogen veranderen en gaf voor het eerst de correcte combinatie: Streptospondylus rostromajor, wat dus een nieuwe naam was voor de soort Streptospondylus altdorfensis. Meteen benoemde hij ook een tweede soort: Streptospondylus cuvieri die gebaseerd was op een enkele wervel uit het Bathonien, gevonden bij Chipping Norton door Richard Ripley. In 1861 zou hij al het materiaal van Cuvier aan deze laatste soort toewijzen, hoewel de naam S. rostromajor in dat geval prioriteit zou hebben. S. cuvieri zou lange tijd de gangbare naam blijven, hoewel Edward Drinker Cope het in 1867 hernoemde tot Laelaps gallicus en Friedrich von Huene in 1909 tot Megalosaurus cuvieri. De laatste twee onderzoekers hadden begrepen dat sommige fossielen niet aan krokodillen maar aan een theropode toebehoorden en splitsten deze af. De zaak werd nog verder gecompliceerd doordat in 1905 baron Franz Nopcsa een theropode skelet in 1870 in Oxford gevonden, OUM J13558, aan Streptospondylus cuvieri toewees. Dit specimen was erg compleet en wat er in de literatuur van de eerste helft van de twintigste eeuw over "Streptospondylus" geschreven is, heeft grotendeels op dit skelet betrekking.

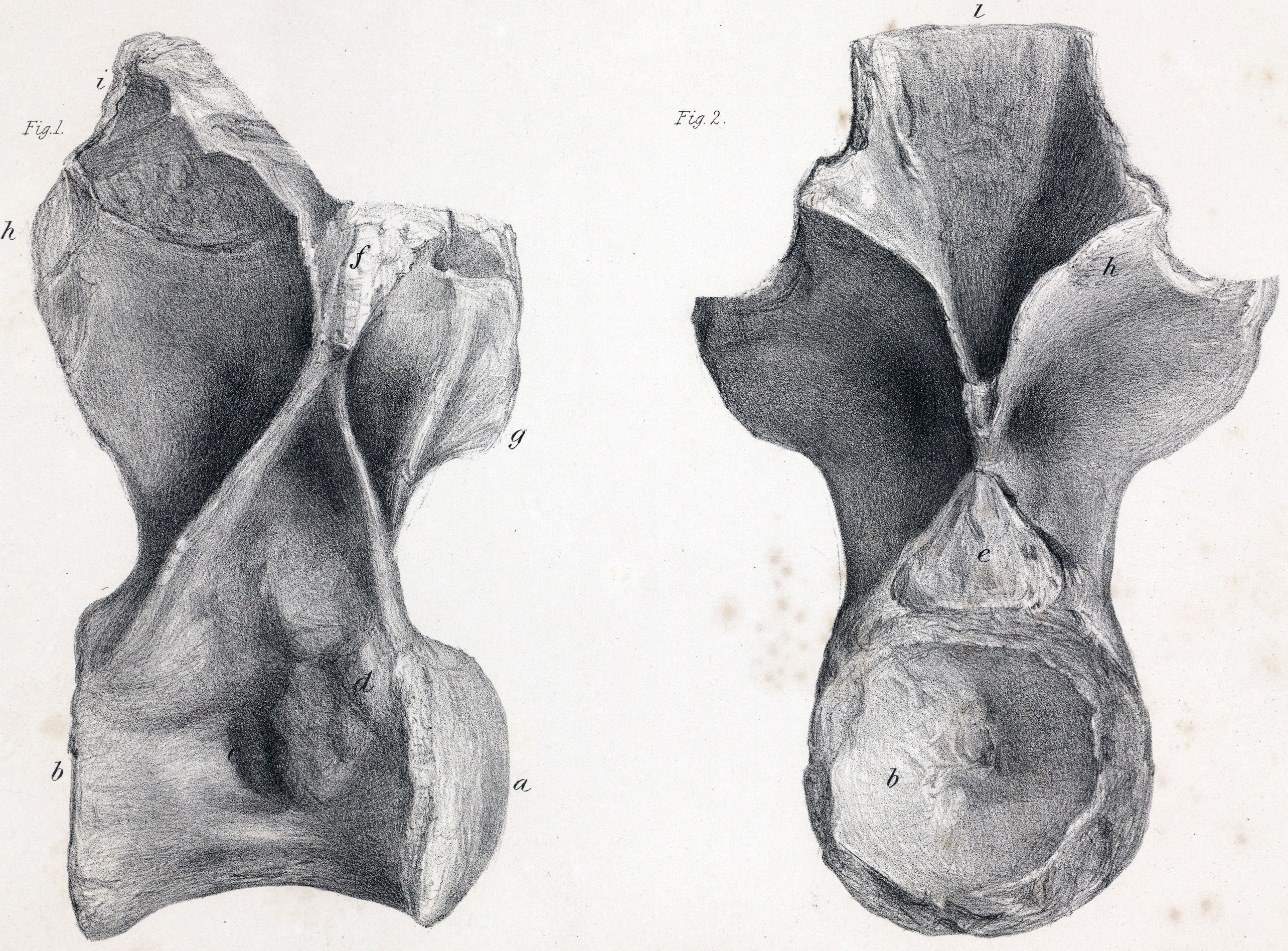
De wervel waarop S. cuvieri gebaseerd is

In 1964 ontdekte Alick Donald Walker welke fout Owen gemaakt had en verwees het Franse theropode materiaal naar de nieuwe soort Eustreptospondylus divesensis die echter een later gevonden hersenpan als typespecimen had, MNHN 1920-7. In 1977 benoemde Philippe Taquet hiervoor het eigen geslacht Piveteausaurus. Het skelet uit Oxford benoemde Walker als de nieuwe soort Eustreptospondylus oxoniensis die de typesoort was van Eustreptospondylus.
In 2001 wees Ronan Allain erop dat er geen enkel aantoonbaar verband bestond tussen Piveteausaurus en het andere theropode materiaal uit Normandië. Ook viel het hem als eerste op dat de krokodilachtige schedel die von Meyer gebruikt had om mede Streptospondylus altdorfensis op te baseren in feite een composiet was van twee soorten die ondertussen benoemd waren als Steneosaurus edwardsi Deslongchamps 1866 en Metriorynchus superciliosum Blainville 1853 zonder dat ooit door een keuze van een lectotype uit een van de composietdelen de naam Streptospondylus prioriteit had gekregen ten opzicht van een van die twee soorten. In plaats van dat alsnog te doen maakte Allain van het totale theropode materiaal het lectotype. Hiermee verwijderde hij voorgoed het krokodilachtige materiaal uit het type van Streptospondylus altdorfensis. Omdat Steneosaurus rostromajor gebaseerd was op de krokodilachtige composietschedel had de soortaanduiding rostromajor nu geen prioriteit meer op altdorfensis. Streptospondylus altdorfensis werd zo in 2001 de geldige naam van een theropode en heeft prioriteit ten opzichte van Laelaps gallicus en Megalosaurus cuvieri.
Het theropode materiaal is gevonden in lagen van de Falaises des Vaches Noires bij Calvados, die dateren uit het bovenste Callovien of het onderste Oxfordien, ongeveer 161 miljoen jaar oud. Het lectotype bestaat uit een grote hoeveelheid fossielen waaronder MNHN 8787: een reeks van drie theropode wervels, een achterste halswervel en twee voorste ruggenwervels; MNHN 8794: een reeks bestaande uit een achterste ruggenwervel en twee voorste sacrale wervels; MNHN 8788: een achterste sacrale wervel en een voorste staartwervel; MNHN 8907: een reeks van drie ruggenwervels; MNHN 8789: een ruggenwervel; MNHN 87891: een achterste ruggenwervel: MNHN 8793: een voorste ruggenwervel; MNHN 8605: het uiteinde van een linkerschaambeen; MNHN 8606: de onderkant van een rechterkuitbeen; MNHN 8607: de onderkant van een rechterscheenbeen; MNHN 8608: een rechtersprongbeen en MNHN 8609: een rechtercalcaneum. Deze fossielen zijn wellicht van verschillende individuen en locaties afkomstig. Verder is nog specimen MNHN 9645 aan de soort toegewezen, de onderkant van een linkerdijbeen, dat geen deel uitmaakte van het materiaal van Cuvier.
Owen zou nog eens drie soorten van Streptospondylus benoemen: Streptospondylus major in 1842 gebaseerd op wervels uit Wight en Cuckfield, Streptospondylus recentior, een naam die begon als museumlabel voor een gedeelte van de originele syntypen van S. major en door Gideon Mantell in 1851 vermeld werd en Streptospondylus meyeri in 1854. Deze namen zijn vaak gezien als jongere synoniemen van Iguanodon in de tijd dat alle basaal iguanodontisch materiaal uit Engeland onder dat geslacht gebracht werd. Tegenwoordig kunnen ze beschouwd worden als Iguanodontia incertae sedis. Zijn S. cuvieri, waarvan het holotype verloren gegaan is, wordt als een nomen dubium beschouwd. In 1879 benoemde John Whitaker Hulke voor een gedeelte van dit materiaal een Streptospondylus grandis.
In 1928 hernoemde Charles Depéret Megalosaurus dunkeri tot een Streptospondylus dunkeri. Het relevante materiaal wordt tegenwoordig als een apart geslacht Becklespinax beschouwd.
Gregory S. Paul hernoemde Magnosaurus in 2010 tot een Streptospondylus nethercombensis maar dat is een nomen vanum omdat het slechts bedoeld was als een informele suggestie, geen formele daad van naamgeving.

## Beschrijving

### Grootte en onderscheidende kenmerken
Streptospondylus is een vrij grote roofsauriër met een geschatte lengte van zo'n zeven meter. In 2010 hield Gregory S. Paul het op zes meter bij een gewicht van een halve ton. De grootste wervel is 97 millimeter lang. 
Door het gebrek aan gegevens is de precieze bouw onduidelijk; wel kunnen details aangegeven worden die de soort onderscheiden van, althans een deel van, de vermoedelijke verwanten: het bezit van twee hypapofysen op de voorste ruggenwervels; de voorste ruggenwervels zijn sterk opisthocoel en aan de onderkant sterk afgeplat; de achterste ruggenwervels zijn platycoel, plat of licht uitgehold aan beide kanten; de centra van de middelste en achterste ruggenwervels zijn verlengd; het scheenbeen heeft boven het uitsteeksel van het sprongbeen een verdikking die zijdelings het middendeel van de onderkant niet bereikt; een grote uitholling op het uitsteeksel van het sprongbeen; het sprongbeen heeft aan de achterkant geen middenuitsteeksel. Bij deze diagnose wordt ervan uitgegaan dat de resten inderdaad aan één soort toebehoren, wat niet helemaal zeker is.

### Skelet

#### Wervelkolom
De achterste halswervel heeft hoge achterste gewrichtsuitsteeksels die vijf centimeter boven de wervelboog reiken. Hun facetten zijn schuin naar beneden gericht onder een hoek van 45° met het horizontale vlak. Het tamelijk ver naar achter geplaatste doornuitsteeksel versmalt naar boven toe en is bovenaan half zo lang van voor naar achter dan aan de basis. Het zijprofiel is rechthoekig met een hoogte van acht centimeter.
De eerste ruggenwervel is opisthocoel. De onderste ribgewrichten, de parapofysen, vormen verticale ovale facetten, een halve centimeter onder de naad van de wervelboog. Schuin daaronder en achter doorboort een grote en diepe pleurocoel de zijwand van het wervellichaam. De voorste onderrand heeft twee gepaarde verdikkingen, de hypapofysen, met ertussen een flauwe uitholling. De zeer hoge wervelboog wordt door drie uitzonderlijk diepe pneumatische uithollingen doorboord. De voorste vormt een gelijkzijdige driehoek die omgrensd wordt door drie richels: een voorste tussen het voorste gewrichtsuitsteeksel en het centrum; een bovenste tussen het voorste gewrichtsuitsteeksel en de diapofyse en een achterste tussen het centrum en de diapofyse. Die laatste richel, de voorste van de twee die tussen het wervellichaam en de diapofyse lopen, vormt weer de voorste begrenzing van een middelste hoge uitholling onder de diapofyse, die van achteren begrensd wordt door de achterste richel tussen het centrum en de diapofyse. De derde uitholling, de achterste, bevindt zich weer achter die richel onder het achterste gewrichtsuitsteeksel en wordt van boven begrensd door de richel tussen dat uitsteeksel en de diapofyse. De eerste ruggenwervel heeft hoog krommende voorste gewrichtsuitsteeksels, die tot de bolle rand van het centrum reiken. De achterste gewrichtsuitsteeksels daarentegen steken buiten de achterrand uit; hun wat naar binnen gerichte facetten maken een hoek van 35° met het horizontale vlak. Het doornuitsteeksel, een stuk korter dan de hoogte van de wervelboog, helt wat naar achteren en versmalt naar boven tot om in een vierkant bovenvlakje te eindigen.
De tweede ruggenwervel heeft dezelfde algemene bouw als de eerste, alleen zijn de verschillende kenmerken nog geprononceerder, met diepere pleurocoelen en veel dikkere hypapofysen die volgens Allain de aanhechting vormden voor de Musculus longus colli ventralis. De voorste ruggenwervels hebben geen secundaire hyposfeen-hypantrum-gewrichten.
De middelste ruggenwervels zijn amficoel, op sommige posities met een afgevlakt gedeelte aan de onderkant van het centrumfacet. Hun onderzijde is uitgehold.
De voorlaatste ruggenwervel heeft een gevorkt hyposfeen. De laatste ruggenwervel heeft een achterste centrumfacet met een golvend vlak, waarbij de bovenkant bol naar achteren steekt. De voorste uitholling op de zijkant van de wervelboog van deze wervel is erg klein en opent naar voren toe. De middelste uitholling is veel groter en de onderkant daarvan beslaat bijna de hele lengte van de wervelboog. De voorste richel tussen het centrum en de diapofyse, de begrenzing tussen beide uithollingen, is veel dikker dan de achterste richel, de achterste grens van de tweede uitholling. Beide richel ontmoeten elkaar onder de diapofyse in een flauwe boog. De achterste uitholling is veel dieper dan de voorste twee en opent naar achteren toe. De weinig geprononceerde voorste en achterste gewrichtsuitsteeksels lopen boven de zijkanten van de wervel in elkaar over, twee vlakke, licht holle, beenplateaus vormend. Het doornuitsteeksel bevindt zich ver naar achter op de wervelboog en is schuin naar achteren gericht. Vergeleken met hetzelfde element van Megalosaurus, is de wervel van Streptospondylus langwerpiger, heeft een omgekeerde golving van het achterste centrumfacet en veel ondiepere pleurocoelen.
De eerste sacrale wervel heeft een holle onderkant en geen pleurocoelen aan de zijkanten. Ook hier bevindt zich een voorste uitholling aan de zijkant, van achteren begrensd door een zeer dikke richel richting de tamelijk vooraan gelegen diapofyse. De uitholling onder de diapofyse is ondiep, hoewel er zich een klein foramen in bevindt, en wordt van achteren begrensd door een laag randje. De achterste uitholling is nog ondieper en zonder strijklicht nauwelijks zichtbaar. De voorste gewrichtsuitsteeksels reiken dertien millimeter voor de centrumrand en hun facetten zijn 45° naar binnen gekeerd. Aan hun basis bevindt zich een holte, de achterste begrenzing van een gat tussen de laatste ruggenwervel en de eerste sacrale wervel. De eerste en tweede sacrale wervels zij stevig met elkaar vergroeid, inclusief de wervelbogen. Van de tweede wervel is de onderkant sterk overdwars ingeknepen. Een bewaarde laatste sacrale wervel heeft een afgeronde onderkant en geen pleurocoelen. Het achtervlak is hoger dan breed en licht golvend in zijaanzicht. De diapofysen, vijf centimeter boven het niveau van het wervellichaam gelegen, hellen 40° naar achteren. De facetten van de achterste gewrichtsuitsteeksels bevinden zich even hoog en zijn sterk naar buiten gekeerd. Het doornuitsteeksel is aan de achterkant ingekerfd door een diepe groeve.
De eerste staartwervel is niet met het heiligbeen vergroeid. Hij is vrij langerekt en heeft geen pleurocoelen. De zijuitsteeksels staan wat schuiner naar achteren, onder een hoek van 50°, dan bij de laatste sacrale wervel; ze zijn ook schuiner en langgerekter dan die van de voorste staartwervels van Megalosaurus. De voorste zijuitholling is ondiep en vrijwel gesloten. Het interne botweefsel is ook sponsachtiger dan bij het heiligbeen.

#### Ledematen
De schacht van het schaambeen is middenin overdwars breder dan lang. De "voet" van het schaambeen heeft overdwars een driehoekig profiel. Deze voet is overigens niet groot, met een beperkt achterste uitsteeksel en een nog kleiner voorste. Gezien hun afgeplatte binnenkanten maakten beide schaambeenderen met hun "voeten" contact met elkaar. Een richel die van het voorste uitsteeksel van de voet naar achteren loopt, zette zich vermoedelijk voort in een beenschort tussen beide schachten.
Het scheenbeen is onderaan slank. Voor op de onderkant bevindt zich een ondiepe uitholling, waarin de opgaande tak van het sprongbeen past. Deze tak wordt aan de binnenste bovenkant overhangen door een hoge opstaande richel. Deze richel breidt zich maar in beperkte mate in de richting van de buitenste zijkant uit, anders dan bij veel andere theropoden met zo'n richel. De opgaande tak van het sprongbeen heeft een uitholling aan de basis in de vorm van een liggende ovaal. De tak is symmetrisch en heeft een afgeronde top. De knobbels van het sprongbeen hebben aan de voorzijde een horizontale groeve lopen die relatief ondiep is. De groeve kruist een foramen dat vijfendertig millimeter onder de basis van de opgaande tak de voorkant van het sprongbeen doorboort. Het calcaneum heeft in zijaanzicht een min of meer driehoekig profiel. In onderaanzicht is het calcaneum nauwer aan de voorkant dan aan de achterkant. Het kuitbeen rust niet alleen op het calcaneum maar ook voor een gedeelte op het sprongbeen. Het contactvlak op de bovenkant van het calcaneum met het kuitbeen is hol. De buitenste zijkant is vlak. De binnenzijde heeft drie uithollingen. De achterste daarvan vormt het raakvlak met het scheenbeen. De voorste en de onderste, gescheiden door een laag richeltje, vormen een hecht contact met het sprongbeen.

## Fylogenie
Streptospondylus werd eerst ingedeeld bij allerlei archosaurische groepen buiten de Dinosauria: bij de Dactylopodes door von Meyer in 1845; de Crocodilia door Owen in 1859; Owens Opisthocoelia in 1861. Pas toen het theropode materiaal apart beschouwd werd kon het aan de dinosauriërs toebedeeld worden zoals in 1867 aan Friedrich August von Quenstedts Dinosaurii. Baron Franz Nopcsa was in 1905 formeel de eerste die een indeling bij de Theropoda gaf. In het midden van de twintigste eeuw was het gangbaar Streptospondylus bij de Megalosauridae onder te brengen, net als de meeste slecht bekende grote Europese theropoden uit het Jura. Tegen het einde van de twintigste eeuw werd het mogelijk de positie in de stamboom exact te gaan berekenen.
Volgens Allains publicatie uit 2001 was Streptospondylus de zustersoort van Eustreptospondylus binnen de Spinosauroidea; dit was echter niet gebaseerd op een exacte analyse. Roger Benson vond in 2008 dat de soort tot of de Megalosauroidea of de Carnosauria behoorde maar een cladistische analyse van hem in 2010 had als resultaat dat het de zustersoort was van de Portugese Lourinhanosaurus binnen de Sinraptoridae. Ook is wel gesuggereerd dat Lourinhanosaurus en Streptospondylus samen een klade Streptospondylidae zouden vormen als zusterklade van de Megalosauroidea. Een volgende analyse van Benson plaatste Streptospondylus in de Eustreptospondylinae als zustersoort van Magnosaurus. In 2012 publiceerde Matthew Carrano een analyse waarin Streptospondylus basaal geplaatst was in de Megalosauria. De steeds wisselende plaatsingen weerspiegelen het feit dat Streptospondylus een vrij basale soort is die of laag in de tak van de Avetheropoda staat of laag in de tak van de Megalosauroidea/Spinosauroidea maar waarvan te weinig bekend is om in de analyses een stabiele positie op te leveren.
Het volgende kladogram toont de positie volgens de studie van Carrano uit 2012:
|  | Eustreptospondylus |
|  |                    |

|  | Duriavenator                                                 |
|  |                                                              |
|  | \| \| Megalosaurus \| \| \| \| \| \| Torvosaurus \| \| \| \| |
|  |                                                              |
|  | Megalosaurus                                                 |
|  |                                                              |
|  | Torvosaurus                                                  |
|  |                                                              |

|  | Megalosaurus |
|  |              |
|  | Torvosaurus  |
|  |              |

|  | Dubreuillosaurus |
|  |                  |
|  | Magnosaurus      |
|  |                  |

|  | Leshansaurus   |
|  |                |
|  | Piveteausaurus |
|  |                |

|  | Dubreuillosaurus |
|  |                  |
|  | Magnosaurus      |
|  |                  |

|  | Leshansaurus   |
|  |                |
|  | Piveteausaurus |
|  |                |

|  | Duriavenator                                                 |
|  |                                                              |
|  | \| \| Megalosaurus \| \| \| \| \| \| Torvosaurus \| \| \| \| |
|  |                                                              |
|  | Megalosaurus                                                 |
|  |                                                              |
|  | Torvosaurus                                                  |
|  |                                                              |

|  | Megalosaurus |
|  |              |
|  | Torvosaurus  |
|  |              |

|  | Dubreuillosaurus |
|  |                  |
|  | Magnosaurus      |
|  |                  |

|  | Leshansaurus   |
|  |                |
|  | Piveteausaurus |
|  |                |

|  | Dubreuillosaurus |
|  |                  |
|  | Magnosaurus      |
|  |                  |

|  | Leshansaurus   |
|  |                |
|  | Piveteausaurus |
|  |                |

|  | Eustreptospondylus |
|  |                    |

|  | Duriavenator                                                 |
|  |                                                              |
|  | \| \| Megalosaurus \| \| \| \| \| \| Torvosaurus \| \| \| \| |
|  |                                                              |
|  | Megalosaurus                                                 |
|  |                                                              |
|  | Torvosaurus                                                  |
|  |                                                              |

|  | Megalosaurus |
|  |              |
|  | Torvosaurus  |
|  |              |

|  | Dubreuillosaurus |
|  |                  |
|  | Magnosaurus      |
|  |                  |

|  | Leshansaurus   |
|  |                |
|  | Piveteausaurus |
|  |                |

|  | Dubreuillosaurus |
|  |                  |
|  | Magnosaurus      |
|  |                  |

|  | Leshansaurus   |
|  |                |
|  | Piveteausaurus |
|  |                |

|  | Duriavenator                                                 |
|  |                                                              |
|  | \| \| Megalosaurus \| \| \| \| \| \| Torvosaurus \| \| \| \| |
|  |                                                              |
|  | Megalosaurus                                                 |
|  |                                                              |
|  | Torvosaurus                                                  |
|  |                                                              |

|  | Megalosaurus |
|  |              |
|  | Torvosaurus  |
|  |              |

|  | Dubreuillosaurus |
|  |                  |
|  | Magnosaurus      |
|  |                  |

|  | Leshansaurus   |
|  |                |
|  | Piveteausaurus |
|  |                |

|  | Dubreuillosaurus |
|  |                  |
|  | Magnosaurus      |
|  |                  |

|  | Leshansaurus   |
|  |                |
|  | Piveteausaurus |
|  |                |

|  | Eustreptospondylus |
|  |                    |

|  | Duriavenator                                                 |
|  |                                                              |
|  | \| \| Megalosaurus \| \| \| \| \| \| Torvosaurus \| \| \| \| |
|  |                                                              |
|  | Megalosaurus                                                 |
|  |                                                              |
|  | Torvosaurus                                                  |
|  |                                                              |

|  | Megalosaurus |
|  |              |
|  | Torvosaurus  |
|  |              |

|  | Dubreuillosaurus |
|  |                  |
|  | Magnosaurus      |
|  |                  |

|  | Leshansaurus   |
|  |                |
|  | Piveteausaurus |
|  |                |

|  | Dubreuillosaurus |
|  |                  |
|  | Magnosaurus      |
|  |                  |

|  | Leshansaurus   |
|  |                |
|  | Piveteausaurus |
|  |                |

|  | Duriavenator                                                 |
|  |                                                              |
|  | \| \| Megalosaurus \| \| \| \| \| \| Torvosaurus \| \| \| \| |
|  |                                                              |
|  | Megalosaurus                                                 |
|  |                                                              |
|  | Torvosaurus                                                  |
|  |                                                              |

|  | Megalosaurus |
|  |              |
|  | Torvosaurus  |
|  |              |

|  | Dubreuillosaurus |
|  |                  |
|  | Magnosaurus      |
|  |                  |

|  | Leshansaurus   |
|  |                |
|  | Piveteausaurus |
|  |                |

|  | Dubreuillosaurus |
|  |                  |
|  | Magnosaurus      |
|  |                  |

|  | Leshansaurus   |
|  |                |
|  | Piveteausaurus |
|  |                |

|  | Eustreptospondylus |
|  |                    |

|  | Duriavenator                                                 |
|  |                                                              |
|  | \| \| Megalosaurus \| \| \| \| \| \| Torvosaurus \| \| \| \| |
|  |                                                              |
|  | Megalosaurus                                                 |
|  |                                                              |
|  | Torvosaurus                                                  |
|  |                                                              |

|  | Megalosaurus |
|  |              |
|  | Torvosaurus  |
|  |              |

|  | Dubreuillosaurus |
|  |                  |
|  | Magnosaurus      |
|  |                  |

|  | Leshansaurus   |
|  |                |
|  | Piveteausaurus |
|  |                |

|  | Dubreuillosaurus |
|  |                  |
|  | Magnosaurus      |
|  |                  |

|  | Leshansaurus   |
|  |                |
|  | Piveteausaurus |
|  |                |

|  | Duriavenator                                                 |
|  |                                                              |
|  | \| \| Megalosaurus \| \| \| \| \| \| Torvosaurus \| \| \| \| |
|  |                                                              |
|  | Megalosaurus                                                 |
|  |                                                              |
|  | Torvosaurus                                                  |
|  |                                                              |

|  | Megalosaurus |
|  |              |
|  | Torvosaurus  |
|  |              |

|  | Dubreuillosaurus |
|  |                  |
|  | Magnosaurus      |
|  |                  |

|  | Leshansaurus   |
|  |                |
|  | Piveteausaurus |
|  |                |

|  | Dubreuillosaurus |
|  |                  |
|  | Magnosaurus      |
|  |                  |

|  | Leshansaurus   |
|  |                |
|  | Piveteausaurus |
|  |                |

|  | Eustreptospondylus |
|  |                    |

|  | Duriavenator                                                 |
|  |                                                              |
|  | \| \| Megalosaurus \| \| \| \| \| \| Torvosaurus \| \| \| \| |
|  |                                                              |
|  | Megalosaurus                                                 |
|  |                                                              |
|  | Torvosaurus                                                  |
|  |                                                              |

|  | Megalosaurus |
|  |              |
|  | Torvosaurus  |
|  |              |

|  | Dubreuillosaurus |
|  |                  |
|  | Magnosaurus      |
|  |                  |

|  | Leshansaurus   |
|  |                |
|  | Piveteausaurus |
|  |                |

|  | Dubreuillosaurus |
|  |                  |
|  | Magnosaurus      |
|  |                  |

|  | Leshansaurus   |
|  |                |
|  | Piveteausaurus |
|  |                |

|  | Duriavenator                                                 |
|  |                                                              |
|  | \| \| Megalosaurus \| \| \| \| \| \| Torvosaurus \| \| \| \| |
|  |                                                              |
|  | Megalosaurus                                                 |
|  |                                                              |
|  | Torvosaurus                                                  |
|  |                                                              |

|  | Megalosaurus |
|  |              |
|  | Torvosaurus  |
|  |              |

|  | Dubreuillosaurus |
|  |                  |
|  | Magnosaurus      |
|  |                  |

|  | Leshansaurus   |
|  |                |
|  | Piveteausaurus |
|  |                |

|  | Dubreuillosaurus |
|  |                  |
|  | Magnosaurus      |
|  |                  |

|  | Leshansaurus   |
|  |                |
|  | Piveteausaurus |
|  |                |

|  | Eustreptospondylus |
|  |                    |

|  | Duriavenator                                                 |
|  |                                                              |
|  | \| \| Megalosaurus \| \| \| \| \| \| Torvosaurus \| \| \| \| |
|  |                                                              |
|  | Megalosaurus                                                 |
|  |                                                              |
|  | Torvosaurus                                                  |
|  |                                                              |

|  | Megalosaurus |
|  |              |
|  | Torvosaurus  |
|  |              |

|  | Dubreuillosaurus |
|  |                  |
|  | Magnosaurus      |
|  |                  |

|  | Leshansaurus   |
|  |                |
|  | Piveteausaurus |
|  |                |

|  | Dubreuillosaurus |
|  |                  |
|  | Magnosaurus      |
|  |                  |

|  | Leshansaurus   |
|  |                |
|  | Piveteausaurus |
|  |                |

|  | Duriavenator                                                 |
|  |                                                              |
|  | \| \| Megalosaurus \| \| \| \| \| \| Torvosaurus \| \| \| \| |
|  |                                                              |
|  | Megalosaurus                                                 |
|  |                                                              |
|  | Torvosaurus                                                  |
|  |                                                              |

|  | Megalosaurus |
|  |              |
|  | Torvosaurus  |
|  |              |

|  | Dubreuillosaurus |
|  |                  |
|  | Magnosaurus      |
|  |                  |

|  | Leshansaurus   |
|  |                |
|  | Piveteausaurus |
|  |                |

|  | Dubreuillosaurus |
|  |                  |
|  | Magnosaurus      |
|  |                  |

|  | Leshansaurus   |
|  |                |
|  | Piveteausaurus |
|  |                |

|  | Eustreptospondylus |
|  |                    |

|  | Duriavenator                                                 |
|  |                                                              |
|  | \| \| Megalosaurus \| \| \| \| \| \| Torvosaurus \| \| \| \| |
|  |                                                              |
|  | Megalosaurus                                                 |
|  |                                                              |
|  | Torvosaurus                                                  |
|  |                                                              |

|  | Megalosaurus |
|  |              |
|  | Torvosaurus  |
|  |              |

|  | Dubreuillosaurus |
|  |                  |
|  | Magnosaurus      |
|  |                  |

|  | Leshansaurus   |
|  |                |
|  | Piveteausaurus |
|  |                |

|  | Dubreuillosaurus |
|  |                  |
|  | Magnosaurus      |
|  |                  |

|  | Leshansaurus   |
|  |                |
|  | Piveteausaurus |
|  |                |

|  | Duriavenator                                                 |
|  |                                                              |
|  | \| \| Megalosaurus \| \| \| \| \| \| Torvosaurus \| \| \| \| |
|  |                                                              |
|  | Megalosaurus                                                 |
|  |                                                              |
|  | Torvosaurus                                                  |
|  |                                                              |

|  | Megalosaurus |
|  |              |
|  | Torvosaurus  |
|  |              |

|  | Dubreuillosaurus |
|  |                  |
|  | Magnosaurus      |
|  |                  |

|  | Leshansaurus   |
|  |                |
|  | Piveteausaurus |
|  |                |

|  | Dubreuillosaurus |
|  |                  |
|  | Magnosaurus      |
|  |                  |

|  | Leshansaurus   |
|  |                |
|  | Piveteausaurus |
|  |                |

|  | Eustreptospondylus |
|  |                    |

|  | Duriavenator                                                 |
|  |                                                              |
|  | \| \| Megalosaurus \| \| \| \| \| \| Torvosaurus \| \| \| \| |
|  |                                                              |
|  | Megalosaurus                                                 |
|  |                                                              |
|  | Torvosaurus                                                  |
|  |                                                              |

|  | Megalosaurus |
|  |              |
|  | Torvosaurus  |
|  |              |

|  | Dubreuillosaurus |
|  |                  |
|  | Magnosaurus      |
|  |                  |

|  | Leshansaurus   |
|  |                |
|  | Piveteausaurus |
|  |                |

|  | Dubreuillosaurus |
|  |                  |
|  | Magnosaurus      |
|  |                  |

|  | Leshansaurus   |
|  |                |
|  | Piveteausaurus |
|  |                |

|  | Duriavenator                                                 |
|  |                                                              |
|  | \| \| Megalosaurus \| \| \| \| \| \| Torvosaurus \| \| \| \| |
|  |                                                              |
|  | Megalosaurus                                                 |
|  |                                                              |
|  | Torvosaurus                                                  |
|  |                                                              |

|  | Megalosaurus |
|  |              |
|  | Torvosaurus  |
|  |              |

|  | Dubreuillosaurus |
|  |                  |
|  | Magnosaurus      |
|  |                  |

|  | Leshansaurus   |
|  |                |
|  | Piveteausaurus |
|  |                |

|  | Dubreuillosaurus |
|  |                  |
|  | Magnosaurus      |
|  |                  |

|  | Leshansaurus   |
|  |                |
|  | Piveteausaurus |
|  |                |